# Charlus Bertimon
Charlus Michel Bertimon  (né le 1er janvier 1957 à Pointe-Noire) est un athlète français, spécialiste du lancer du javelot. Il est le frère de Léone Bertimon, championne de France du lancer du poids.

## Biographie
Il remporte le titre du lancer du javelot lors des championnats de France 1986. Il améliore à quatre reprises le record de France, de 1983 à 1986.
Il participe aux Jeux olympiques de 1988, à Séoul, où il ne franchit pas les qualifications.
Il remporte la médaille d'argent aux Jeux méditerranéens de 1991 et de 1993. 

### Palmarès
- Championnats de France d'athlétisme :
  - vainqueur du lancer du javelot en 1986.

### Records
| Épreuve                            | Performance | Lieu | Date |
| ---------------------------------- | ----------- | ---- | ---- |
| Lancer du javelot (ancien modèle)  | 88,52 m     |      | 1985 |
| Lancer du javelot (nouveau modèle) | 81,26 m     |      | 1988 |